# Wilhelm II. von Nesselrode
Wilhelm II. von Nesselrode (* vor 1472; † nach 1483) war Herr zu Rheydt und Stolberg aus dem bergischen Adelsgeschlecht von Nesselrode. Er war der Erstgeborene von Wilhelm von Nesselrode und seiner Frau Margarethe von Merode-Frankenberg.
Wilhelm II. von Nesselrode war mit Adriane von Arendahl verheiratet. Als Mitgift brachte diese die Herrschaft Rheydt mit in die Ehe. Diese stellte einen deutlich höheren Wert dar als die von Wilhelm II. besessene Burg Stolberg. In Rheydt hatte der Vater von Wilhelm II. sogar für Renovierungsarbeiten 2300 Gulden investiert.
Wilhelm II. trug offiziell den Titel „Herr zu Rheydt“ und nicht „Herr zu Stolberg“, was wohl darauf hindeutet, dass er Rheydt zu seinem Hauptwohnsitz gemacht hatte.
Wilhelm II. wurde Jülicher Amtmann in Benrath, Randerath und Grevenbroich.
Die Ehe zwischen Wilhelm II. und Adriane blieb kinderlos. Aus diesem Grund übertrugen beide ihren Besitz in Stolberg am 11. Mai 1483 auf den Ritter Bertram von Nesselrode, der bis zu diesem Zeitpunkt lediglich Herr auf Burg Ehrenstein war, sowie seiner Frau Margarethe von Burtscheid. Die Urkunde zeigt, dass die Burg zur Zeit der Übergabe auf Bertram fertiggestellt war und aus „Schloss, Haus, Hof Stolberg mit Burghäusern, Türmen und Toren sowie Gräben und Befestigungen“ bestand. Die Besonderheit dieses Übertrags bestand darin, dass Bertrams Ehe selber kinderlos war und er sein Erbe noch am gleichen Tag an seinen Neffen Bertram von Gevertshagen, der sich Bertram von Lutzenrode nannte, und seine Frau Margareta Spoir (auch Spohr) übertrug. Der Stolberger Besitz Wilhelms II. wechselte daher an einem Tag zweimal den Besitzer.